# فرودگاه نما
فرودگاه نما (به انگلیسی: Néma Airport) یک فرودگاه همگانی با کد یاتا EMN است که یک باند فرود آسفالت دارد و طول باند آن ۲۱۰۰ متر است. این فرودگاه در شهر نیما، موریتانی کشور موریتانی قرار دارد و در ارتفاع ۲۳۱ متری از سطح دریا واقع شده است.